# 秘果
《秘果》（英語：Secret Fruit），是一部于2017年上映的青春爱情电影。本片改编自饶雪漫同名小说《秘果》，由陈飞宇、欧阳娜娜、邹元清、张诚航领衔主演，2017年7月7日于中国大陆上映。

## 演员列表

### 主要演员
| 演员姓名            | 角色名称 | 介绍 |
| 陈飞宇 童年：荣梓杉 | 段柏文   | 十七岁，外冷内热，寡言少语，与于池子青梅竹马，和横刀是好兄弟。自幼丧母，与继母矛盾剧烈。偶然间发现自己爱上了特立独行的老师李珥，这便成为了自己心中的秘密。                                                         |
| 欧阳娜娜            | 于池子   | 十七岁，元气少女，与段柏文青梅竹马，是斯嘉丽的闺蜜。自己一直暗恋着段柏文却不敢表明心意，当段柏文爱上李珥时，却不得不帮着段柏文搜索关于李珥的消息。无意间发现自己的闺蜜斯嘉丽与段柏文的特殊关系，便开始了复仇计划。 |
| 邹元清              | 斯嘉丽   | 十九岁，有个性、漂亮女孩儿，是于池子的闺蜜。与段柏文有着特殊的关系，由于其比较特殊的生活经历，导致她身上有着超越同龄人的不安。                                                                                     |
| 张诚航              | 横刀     | 十七岁，有着自然卷的发型。一直为于池子付出并且喜欢着她，不惜为于池子背锅跟好兄弟段柏文反目，最后鼓起勇气对其表白，却无果，一直痛苦的徘徊在于池子跟段柏文之间。                                                     |

## 电影歌曲
| 曲别   | 歌名                 | 演唱者                                       | 作词   | 作曲   |
| 推广曲 | 告别时刻             | 彩虹合唱团                                   | 金承志 | 金承志 |
| 推广曲 | 秘语                 | 陈飞宇、欧阳娜娜                             | 吴斌   | 林采欣 |
| 推广曲 | 17岁的我，有些话想说 | 陈飞宇、欧阳娜娜、邹元清、张诚航、光线合唱团 |        |        |
| 主题曲 | 秘果                 | 梁静茹                                       | 饒雪漫 | 彭學斌 |